# Ильвер, Густав Густавович
Густав Густавович И́львер (1904—1981) — советский инженер, конструктор станков и инструментов.

## Биография
Родился в 1904 году. Эстонец. Окончил 41-ю советскую трудовую школу II ступени (бывшая Петришуле) (1923), техникум (1927) и Ленинградский машиностроительный институт (отраслевой вуз Ленинградского политехнического института) (1932, без отрыва от производства).
С 1927 года конструктор на Ленинградском Кировском заводе.
С 1932 года инженер Московского инструментального завода.
Последние годы жизни — персональный пенсионер.

## Награды и премии
- Передовой конструктор советского машиностроения (1939)
- орден «Знак Почёта» (1943) — за успешную перестройку производства на нужды обороны.
- Сталинская премия второй степени (1949) — за разработку нового технологического процесса изготовления зуборезного инструмента